# Józef Komorowski (zm. 1766)
Józef Komorowski herbu Korczak (zm. w 1766 roku) – kasztelan bełski w latach 1750–1766, stolnik bełski w 1750 roku, stolnik horodelski w latach 1746–1750, podczaszy buski w latach 1735–1746.
Poseł na sejm 1744 roku z województwa bełskiego.